# Hyundai
Hyundai Group är de företag och organisationer grundat av Chung Ju-yung 1947 i Sydkorea, då som ett byggföretag.
- Hyundai Motor Group
- Hyundai Heavy Industries Group
- Hyundai Group
- Hyundai Department Store Group
- HDC Group